# جامع تلاكين
جامع تلاكين بني صغيرا بجزيرة جربة وكان مربّع طول ضلعه ثلاثة أمتار ونصف. بناه الشيخ لاكين في أواسط القرن الثّالث هجري. ولمّا كثر السّكّان وضاق المسجد بالمصلّين زاد فيه علماء بني أبي زيد المصفورتي قدر الثّلثين سنة 601 هجري .
يحيط بالمسجد صور من جميع الجهات و له 3 مداخل مدخلان غربيان وآخر من جهة الشمال. به أربعة مواجل و فسقيّة ورواق يفتح إلى الشّمال،
و ميضة ،وفيه مـخزن وخلوة و كتّاب من جهة الغرب ومئذنة.

## المصدر
الشيخ سالم بن يعقوب ( تاريخ جزيرة جربة و مدارسها العلمية ص 345)
1. ↑  وصلة مرجع: https://www.pist.tn/jort/2022/2022F/Jo0452022.pdf.